# Mieniany (gmina)
Mieniany (do 1877 Kozodawy) – dawna gmina wiejska istniejąca od drugiej połowy XIX wieku do 1954 roku na Lubelszczyźnie. Siedzibą gminy były Mieniany, a następnie Czerniczyn (1945–54). 
Gmina Mieniany powstała w 1877 roku, w Królestwie Polskim, w powiecie hrubieszowskim w guberni lubelskiej z obszaru dotychczasowej gminy Kozodawy.
W 1919 roku gmina weszła w skład woj. lubelskiego. W 1924 roku w skład gminy wchodziły: Cichobórz wieś, folwark; Czerniczynek wieś; Czumów wieś, folwark; Dąbrowa folwark; Gródek Nadbużny wieś, folwark; Kozodawki folwark; Kozodawy wieś, folwark; Kujtówka kol.; Masłomęcz wieś, folwark; Metelin wieś, folwark; Mieniany wieś, folwark; Ślipcze wieś; Ślipcze-Wołynka folwark. Do 1933 roku ustrój gminy Kryłów kształtowało zmodyfikowane prawo zaborcze. 1 kwietnia 1936 roku do gminy Mieniany włączono gromady Brodnica, Czerniczyn i Wolica ze zlikwidowanej gminy Dziekanów. Podczas okupacji gmina należała do dystryktu lubelskiego (w Generalnym Gubernatorstwie). 
Po wojnie siedzibę gminy przeniesiono z Mienian do Czerniczyna. Według stanu z dnia 1 lipca 1952 roku gmina Mieniany składała się z 12 gromad. Jednostka została zniesiona 29 września 1954 roku wraz z reformą wprowadzającą gromady w miejsce gmin. Po reaktywowaniu gmin z dniem 1 stycznia 1973 roku gminy Mieniany nie przywrócono a jej dawny obszar wszedł w skład nowej gminy Hrubieszów.